# 吸蟲綱物種的生命週期

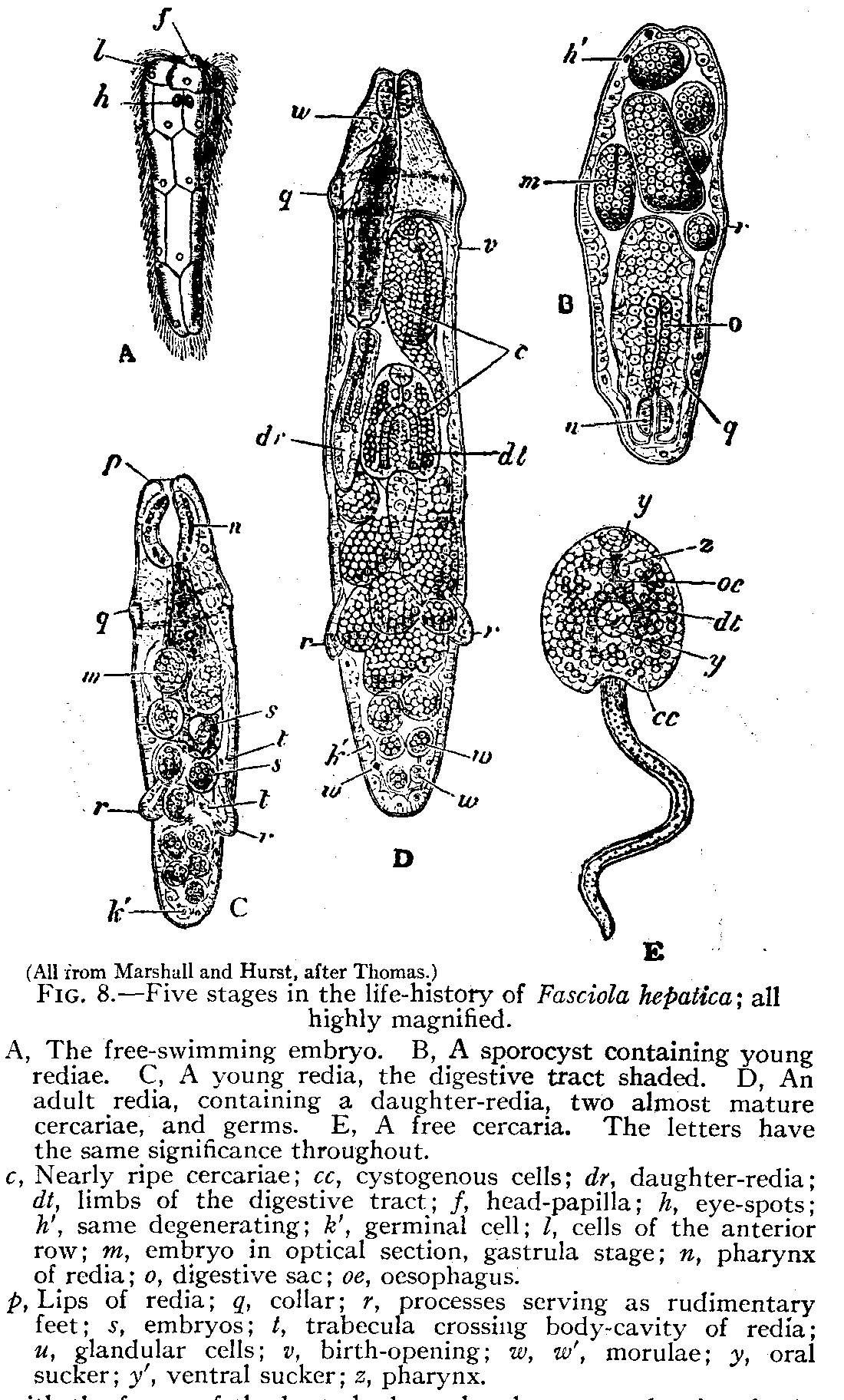
Life-history stages of the trematode flatworm Fasciola hepatica from 1911 Encyclopædia Britannica

吸蟲綱物種的生命週期影響到其寄生生活。作為一種非常常見的扁形动物门寄生蟲，這些有着兩個開口（口吸盤及腹吸盤）的吸蟲物種大部分為雌雄同體（Schistosomatidae科物種除外），可自體受精；生活史中可能有一個或多個中間宿主，以魚類、人體等多種脊椎動物為最終宿主。
吸蟲的成蟲有口吸盤及腹吸盤，其卵有卵蓋（operculum）。蟲體表面有分泌物包裹，保護蟲體在宿主，除了可吸收養份，亦不會被消化。因此牠們在人體中最久可活30年，由生食淡水魚而感染。貓、狗為一種名為保蟲的吸蟲宿主，成蟲寄生於膽道，大量感染時可在膽囊中發現蟲體。曩狀幼蟲存在於淡水魚時，醃漬、煙燻或脫水皆不能將其殺死，輕微感染時無症狀，重度感染會造成膽道阻塞、膽囊炎、結石、肝膿痬或急性胰臟炎等，蟲卵約於感染後1個月後可於糞便中發現。
吸蟲的生命週期有點複雜：基本上一般吸蟲的生命週期可清楚分為三個階段，但愈來愈多例子顯示這三個階段會因為各種原因而中斷。吸蟲的一生開始於卵子階段。有些物種的卵子在水裡就已經可以孵化，但主要的還是要被其中間宿主（一般為软体动物）吃掉之後，才開始孵化。孵化後的蟲卵發育成纖毛幼蟲（Miracidium，亦作毛蚴），能夠自由游動。纖毛幼蟲入侵中間宿主後，增殖並發育成尾動幼蟲(cercaride，亦作尾蚴)。部分尾蚴這時已經可以直接感染脊椎動物成為其最終宿主，而其他的會再尋找其第二中間宿主。最後尾蚴會再發育成曩狀幼蟲（metacerariae，亦作曩蚴）。

## 參看
- Bucephalus polymorphus（英语：Bucephalus polymorphus）
- 吸蟲綱物種感染
- 頂複門的生命週期

## 外部連結
- Life cycle of Schistosoma mansoni